# فيرا فيشر
فيرا فيشر (بالإنجليزية: Vera Fischer)‏ (و. 1951 – م) هي ممثلة، وعارضة أزياء، وممثلة تلفزيونية، وممثلة أفلام، ومتسابقة ملكة الجمال برازيلية ولدت في يوم 27 نوفمبر 1951 في مدينة بلوميناو في سانتا كاتارينا في البرازيل. فيرا فيشر هي الفائزة بلقب ملكة جمال البرازيل لسنة 1969.

## حياتها

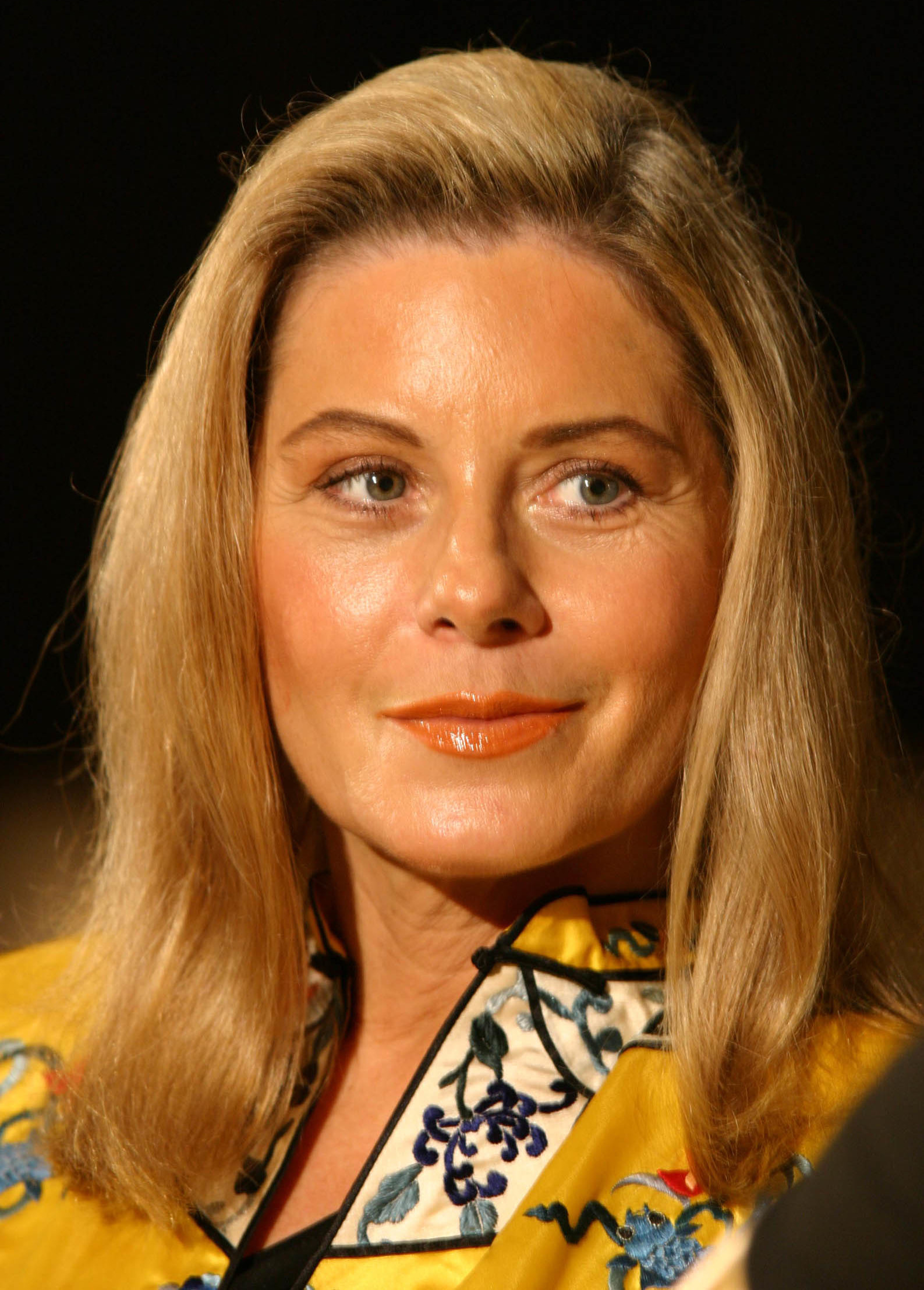
فيرا فيشر عام 2004

فيرا فيشر ولدت في بلوميناو في سانتا كاتارينا في البرازيل لعائلة ألمانية الأصل ومهاجرة من مدينة كارلسروه في ألمانيا، نشأت كبروتستانتية والدها كان نازياً ولم تكن علاقة فيشر معه جيدة حيث كان يجبرها على تعلم تعاليم هتلر ولم يكن يتردد بضربها، وقد كانت تتكلم الألمانية ولم تتعلم البرتغالية إلا بعد دخولها إلى المدرسة. في سنة 1969 تم تتويجها كملكة جمال للبرازيل خلفاً لمارثا فاسكونثيلوس وبعدها بدأت بالتمثيل في الأفلام البرازيلية وفي مسلسلات التيلينوفيلا وقد أشتهرت بأدوار الإغراء فيها. رزقت فيرا بولد وبنت من زواجات سابقة.

## وصلات خارجية
- فيرا فيشر على موقع IMDb (الإنجليزية)
- فيرا فيشر على موقع ألو سيني (الفرنسية)
- فيرا فيشر على موقع أول موفي (الإنجليزية)
- فيرا فيشر على موقع قاعدة بيانات الفيلم (الإنجليزية)
- فيرا فيشر على موقع كينوبويسك (الروسية)